# 유한준 (야구인)
유한준(柳漢俊, 1981년 7월 1일~)은 대한민국의 야구 선수, 지도자이다. 현역 선수 시절 KBO 리그의 현대 유니콘스, 넥센 히어로즈, kt 위즈의 외야수와 지명타자로 활동했으며 현재 kt 위즈의 타격보조코치를 맡고 있다.

## 선수 경력
동국대 체육교육학과 시절까지 주로 3루수를 맡았다. 박정권과 동기이다.
2004년 현대 유니콘스에 내야수로 입단했으나, 송구에 문제점이 드러나 외야수로 전향했다. 1군에 처음 올라온 2005년부터 2007년까지 주로 외야 백업으로 활동했다. 이후 2008년에 군 복무를 위해 상무 야구단에 입단하였다.

### 넥센 히어로즈

#### 2010년 시즌
원 소속 팀이던 현대 유니콘스가 해체 후 재창단한 팀으로 인계됐다. 당시 이택근의 트레이드로 공백이 생긴 외야 자리를 맡았다. 시즌 79타점, 2할대 타율을 기록했다(타점 팀 내 1위, 타율 팀 내 2위). 5월 19일 SK전에서 만루 홈런, 2점 홈런 포함 6타수 5안타를 쳐 내며 8타점을 기록했고, 한 경기 최고 타점을 기록했다.

#### 2011년 시즌
개막전에서 2번 타자로 기용됐으며, 4월 중순까지 쭉 2번으로 배치됐으나 4월 말부터 다시 3번 자리로 복귀했다. 간간히 호수비를 보이는 등 팀 내에서 없어서는 안 될 존재로 급부상했다. 그러나 2010년에 비해 장타력이 급감해 홈런을 많이 쳐 내지 못했다. 6월 24일 삼성전에서 가도쿠라 켄을 상대로 만루 홈런을 쳐 냈고, 이 홈런은 그의 시즌 첫 홈런이었다. 가도쿠라 켄으로부터 첫 홈런을 쳐 내기 직전까지 맞대결 성적은 10타수 1안타로 안 좋았다. 2011년 6월 9일 SK전에서 끝내기 안타를 쳐 내며 팀의 승리를 이끌었다.시즌 3홈런 중 2홈런을 삼성 라이온즈를 상대로 쳐 냈다. 9월 23일 삼성전에서 수비 도중 펜스에 부딪히는 사고를 당했다. 이 사고로 팔꿈치 인대가 손상돼 시즌을 마감했다. 토미 존 수술을 받은 후 재활했고, 이듬해 조금 늦게 복귀했다.

#### 2014년한국시리즈
4차전에서 연타석 홈런과 5타점, 5차전에서 두 번의 호수비를 보이며 좋은 모습을 보였으나, 6차전에서 부진했다.

#### 2015년 시즌
시즌 139경기에 출전해 3할대 타율, 188안타(23홈런), 119타점을 기록했다.

### kt 위즈
2015년 11월 29일 4년 60억원에 FA 계약을 체결하며 이적하였다. 2015년 12월 8일에 데뷔 첫 골든 글러브를 수상했다.
2016년 4월 5일 삼성전에서 정인욱을 상대로 이적 후 첫 홈런을 기록했다. 이적 후 4년 동안 타율 3할 이상, 두 자릿수 홈런 이상을 기록했다. 2019년 시즌 후 FA 자격을 재취득했고, 2년 총액 20억원에 잔류했다.
팀의 2021년 한국시리즈 우승을 이끌고 2021년 11월 24일에 은퇴를 선언했다.

## 은퇴 후 경력
2023년부터 시애틀 매리너스의 연수 코치가 됐다.kt 위즈의 2군 타격보조코치로 활동했고, 4월 28일부터 타격보조코치로 활동했다.

## 출신 학교
- 부천신흥초등학교
- 부천중학교
- 유신고등학교
- 동국대학교 체육교육과 2000학번

## 통산 기록
| 연도 | 팀명   | 타율  | 경기 | 타수 | 득점 | 안타 | 2루타 | 3루타 | 홈런 | 루타 | 타점 | 도루 | 도실 | 볼넷 | 사구 | 삼진 | 병살 | 실책 |
| ---- | ------ | ----- | ---- | ---- | ---- | ---- | ----- | ----- | ---- | ---- | ---- | ---- | ---- | ---- | ---- | ---- | ---- | ---- |
| 2005 | 현대   | 0.192 | 18   | 26   | 3    | 5    | 1     | 0     | 1    | 9    | 5    | 1    | 0    | 2    | 0    | 7    | 0    | 0    |
| 2006 | 현대   | 0.244 | 110  | 246  | 24   | 60   | 16    | 0     | 3    | 85   | 31   | 5    | 3    | 25   | 8    | 48   | 5    | 0    |
| 2007 | 현대   | 0.223 | 112  | 197  | 21   | 44   | 6     | 0     | 5    | 65   | 35   | 2    | 0    | 22   | 4    | 23   | 10   | 1    |
| 2010 | 넥센   | 0.291 | 131  | 481  | 52   | 140  | 27    | 0     | 9    | 194  | 79   | 2    | 2    | 49   | 1    | 81   | 17   | 3    |
| 2011 | 넥센   | 0.289 | 121  | 447  | 64   | 129  | 23    | 2     | 3    | 165  | 54   | 4    | 3    | 52   | 4    | 63   | 11   | 1    |
| 2012 | 넥센   | 0.240 | 74   | 246  | 22   | 59   | 11    | 1     | 3    | 81   | 25   | 3    | 1    | 19   | 2    | 36   | 11   | 2    |
| 2013 | 넥센   | 0.272 | 97   | 298  | 37   | 81   | 13    | 0     | 7    | 115  | 40   | 4    | 3    | 37   | 4    | 48   | 7    | 2    |
| 2014 | 넥센   | 0.316 | 122  | 405  | 71   | 128  | 31    | 0     | 20   | 219  | 91   | 2    | 1    | 46   | 3    | 53   | 9    | 1    |
| 2015 | 넥센   | 0.362 | 139  | 520  | 103  | 188  | 42    | 1     | 23   | 301  | 116  | 3    | 3    | 67   | 2    | 71   | 13   | 2    |
| 2016 | kt     | 0.336 | 110  | 408  | 70   | 137  | 22    | 0     | 14   | 201  | 64   | 4    | 1    | 47   | 2    | 40   | 10   | 1    |
| 2017 | kt     | 0.306 | 133  | 445  | 52   | 136  | 19    | 0     | 13   | 194  | 68   | 0    | 2    | 45   | 2    | 59   | 10   | 1    |
| 2018 | kt     | 0.339 | 121  | 428  | 59   | 145  | 21    | 1     | 20   | 228  | 83   | 1    | 1    | 47   | 2    | 53   | 9    | 0    |
| 2019 | kt     | 0.317 | 139  | 501  | 61   | 159  | 19    | 1     | 14   | 222  | 86   | 3    | 0    | 52   | 4    | 61   | 20   | 2    |
| 2020 | kt     | 0.280 | 119  | 386  | 48   | 108  | 17    | 0     | 11   | 158  | 64   | 0    | 0    | 40   | 0    | 51   | 9    | 0    |
| 2021 | kt     | 0.309 | 104  | 282  | 30   | 87   | 16    | 0     | 5    | 118  | 42   | 1    | 0    | 44   | 7    | 34   | 12   | 0    |
| 통산 | 15시즌 | 0.302 | 1650 | 5316 | 717  | 1606 | 284   | 6     | 151  | 2355 | 883  | 35   | 20   | 594  | 728  | 694  | 153  | 16   |